# Валдрада
Вижте пояснителната страница за други личности с името Валдерада.
Валдрада (на немски: Waldrada) e конкубина на Лотар II, крал на Лотарингия от 855 до 869 г. от династията на Каролингите.
Тя произлиза от благородническа фамилия от територията на Маас-Мозел.
Лотар II е женен от ок. 855 г. за Теутберга от рода Бозониди. Двамата нямат деца. Лотар се разделя с нея, за да се ожени през 862 г. за метресата си Валдрада, с която вече има син Хуго. Не получава развод от папа Николай I.
Лотар умира през 869 г. по време на връщането му от посещението му при папа Адриан II в Рим. Погребан е в манастира „Св. Антонин“ при Пиаченца. Валдрада се оттегля след неговата смърт като калугерка в манастира Ремирмон, където умира сл. 9 април 869 г. и там е погрена.
Валдрада и Лотар II имат четири деца:
- Хуго (* 855/860; † сл. 900), херцог в Елзас
- Гизела от Нивел (* 860/865; † 907), абатеса на Нивел и Фос
- Берта от Лотарингия (863–925), графиня на Арл и маркграфиня на Тусция; омъжва се 879 г. за Теотбалд от Арл (граф на Арл) и е майка на Хуго I (926 г. крал на Италия), и втори път през 895 г. за Адалберт II (маркграф на Тоскана).
- Ерменгард († 6 август сл. 895/898), калугерка